# Laveissenet
Laveissenet – miejscowość i gmina we Francji, w regionie Owernia-Rodan-Alpy, w departamencie Cantal.
Według danych na rok 1990 gminę zamieszkiwało 116 osób, a gęstość zaludnienia wynosiła 11 osób/km² (wśród 1310 gmin Owernii Laveissenet plasuje się na 728. miejscu pod względem liczby ludności, natomiast pod względem powierzchni na miejscu 787.).